# هنري وليامز (سياسي أمريكي)
هنري وليامز (بالإنجليزية: Henry Williams)‏ هو محامي وسياسي أمريكي، ولد في 30 نوفمبر 1805 في تونتون في الولايات المتحدة، وتوفي بنفس المكان في 8 مايو 1887. حزبياً، نشط في الحزب الديمقراطي. وقد انتخب عضو مجلس نواب ماساتشوستس وانتخب عضو مجلس النواب الأمريكي.